# 레이 윈스턴
레이 윈스턴(영어: Ray Winstone, 1957년 2월 19일 ~ )은 잉글랜드의 배우이다.

## 출연 작품

### 영화
- 콰드로페니아 (1979)
- 닐 바이 마우스 (1997)
- 섹시 비스트 (2000)
- 리플리스 게임 (2002)
- 콜드 마운틴 (2003)
- 킹 아더 (2004)
- 디파티드 (2006)
- 베오울프 (2007)
- 인디아나 존스: 크리스탈 해골의 왕국 (2008)
- 벤허 (2010)
- 휴고 (2011)
- 스노우 화이트 앤 더 헌츠맨 (2012) - 고트 역
- 더 건맨 (2015)
- 포인트 브레이크 (2015)
- 더 복서 - 윌리엄 카니 역
- 크리미널: 해튼가든 (2018, King of Thieves)- 대니 존스 역
- 캣츠 (2019) - 그로울타이거 역
- 블랙 위도우 (2021) - 드레이코프 역
- 장화신은 고양이: 끝내주는 모험 (2022) - 파파 베어 역 (애니메이션)
- 더 챔피언 (2022) - 빌 워 역
- 댐즐 (2024)

### 텔레비전
- 벤허 (2010)
- 젠틀맨: 더 시리즈 (2024)